# Zuid-Pacifisch Mandaatgebied
Het Zuid-Pacifisch Mandaatgebied of Japans Zuidzeemandaat of Mandaatgebied van de Pacifische Eilanden, in het Japans: Nan'yō (南洋), was een mandaatgebied van de Volkenbond onder bestuur van het Japans Keizerrijk. Het mandaatgebied werd in 1919 opgericht en bestond uit diverse eilanden in de Grote Oceaan die tegenwoordig behoren tot Palau, Micronesia, de Noordelijke Marianen en de Marshalleilanden. Het gebied was tot de Eerste Wereldoorlog een onderdeel van Duits-Nieuw-Guinea, een kolonie van het Duitse Keizerrijk. De eilanden bleven onder Japans bestuur totdat ze in de Tweede Wereldoorlog door de Amerikanen werden bezet. Het mandaatgebied werd in 1947 officieel opgeheven en vervangen door het Trustschap van de Pacifische Eilanden onder Amerikaans bestuur.

## Bestuur
Een aantal eilanden die Japan verworven had onder het Verdrag van Versailles werden ondergebracht in de prefectuur van de Zuidwestelijke Grote Oceaan (南洋庁, Nan'yō Chō). Deze bestond tussen 1922 en 1945. Deze prefectuur was onderverdeeld in zes subprefecturen . De subprefecturen bevonden zich op de eilanden Saipan, Yap, Palau, Truk, Pohnpei en Jaluit. In november 1943 werden de zes subprefecturen samengevoegd in een "oostelijke," een "westelijke" en een "noordelijke " subprefectuur. Deze bleven bestaan tot aan het einde van de oorlog en de daaropvolgende overgave van Japan.